# Marijan Budimir
Marijan Budimir (ur. 19 października 1980 w Splicie) – chorwacki piłkarz, grający na pozycji obrońcy.

## Kariera
Grał w młodzieżowych reprezentacjach Chorwacji. Znajdował się w seniorskich kadrach Hajduka Split i Udinese Calcio, jednak pierwszym jego klubem, w którym zagrał w meczu ligowym, był słoweński NK Celje. W jego barwach rozegrał 82 mecze w I lidze słoweńskiej. W 2007 roku został piłkarzem litewskiej FK Vėtra, grającej w A lyga. Debiut w I lidze chorwackiej Budimir zaliczył w barwach Interu Zaprešić 28 lipca 2008 roku. W sezonie 2010/2011 reprezentował barwy NK Karlovac.
Posiada trenerską licencję UEFA A. Po zakończeniu kariery trenował juniorów RNK Split. W 2016 roku został trenerem juniorów Hajduka Split.

## Statystyki ligowe
| Sezon         | Klub           | Liga                        | Mecze | Gole |
| ------------- | -------------- | --------------------------- | ----- | ---- |
| 1999/2000     | Hajduk Split   | Prva HNL                    | 0     | 0    |
| 2000/2001     | Udinese Calcio | Serie A                     | 0     | 0    |
| 2001/2002     | NK Celje       | 1. SNL                      | 13    | 3    |
| 2002/2003     | NK Celje       | 1. SNL                      | 19    | 0    |
| 2003/2004     | NK Celje       | 1. SNL                      | 18    | 3    |
| 2004/2005     | NK Celje       | 1. SNL                      | 25    | 0    |
| 2005/2006     | NK Celje       | 1. SNL                      | 7     | 0    |
| 2006/2007 (j) | NK Celje       | 1. SNL                      | 0     | 0    |
| 2007          | FK Vėtra       | A lyga                      | 25    | 1    |
| 2008 (w)      | FK Vėtra       | A lyga                      | 0     | 0    |
| 2008/2009     | Inter Zaprešić | Prva HNL                    | 30    | 1    |
| 2009/2010     | Inter Zaprešić | Prva HNL                    | 23    | 0    |
| 2010/2011     | NK Karlovac    | Prva HNL                    | 14    | 0    |
| 2012/2013     | Orkan Dugi Rat | 1. ŽNL Splitsko-dalmatinska | ?     | ?    |